# Kosmisk strålespallation
Kosmisk strålespallation  er en form for naturligt forekommende kernefission og nukleosyntese. Det henviser til dannelsen af grundstoffer fra kosmisk strålings påvirkning af et objekt. Kosmiske stråler er stærkt energiladede partikler fra udenfor Jorden, heriblandt protoner, alfapartikler og kerne fra mange tungere grundstoffer. Omkring 1% af kosmiske stråler består også af frie elektroner.
Kosmiske stråler forårsager spallation når en strålepartikel (f.eks. en proton) rammer stof, heriblandt andre kosmiske stråler. Resultatet af sammenstødet er udsendelsen af et stort antal nukleoner (protoner og neutroner) fra det ramte objekt. Denne proces foregår ikke kun i det ydre rum, men også i Jordens øvre atmosfære og skorpeoverflade (typisk de øvre ti meter) på grund af det konstante sammenstød af kosmiske stråler.
| Kemi | Spire Denne artikel om kemi er en spire som bør udbygges. Du er velkommen til at hjælpe Wikipedia ved at udvide den. |